# Liste der Kulturdenkmäler in Lich
Die folgende Liste enthält die in der Denkmaltopographie ausgewiesenen Kulturdenkmäler auf dem Gebiet  der  Stadt Lich, Landkreis Gießen, Hessen.
Hinweis: Die Reihenfolge der Denkmäler in dieser Liste orientiert sich zunächst an Stadtteilen und anschließend der Anschrift, alternativ ist sie auch nach der Bezeichnung, der vom Landesamt für Denkmalpflege vergebenen Nummer oder der Bauzeit sortierbar.
Kulturdenkmäler werden fortlaufend im Denkmalverzeichnis des Landes Hessen durch das Landesamt für Denkmalpflege Hessen auf Basis des Hessischen Denkmalschutzgesetzes (HDSchG) geführt. Die Schutzwürdigkeit eines Kulturdenkmals hängt nicht von der Eintragung in das Denkmalverzeichnis des Landes Hessen oder der Veröffentlichung in der Denkmaltopographie ab.

Das Vorhandensein oder Fehlen eines Objekts in dieser Liste ist keine rechtsverbindliche Auskunft darüber, ob es Kulturdenkmal ist oder nicht: Diese Liste entspricht möglicherweise nicht dem aktuellen Stand der offiziellen Denkmaltopographie. Diese ist für Hessen in den entsprechenden Bänden der Denkmaltopographie Bundesrepublik Deutschland und im Internet unter DenkXweb – Kulturdenkmäler in Hessen einsehbar. Auch diese Quellen sind, obwohl sie durch das Landesamt für Denkmalpflege Hessen aktualisiert werden, nicht immer aktuell, da es im Denkmalbestand immer wieder Änderungen gibt.
Eine verbindliche Auskunft erteilt allein das Landesamt für Denkmalpflege Hessen.
Nutze diese Kartenansicht, um Koordinaten in der Liste zu setzen. In dieser Kartenansicht sind Kulturdenkmale ohne Koordinaten mit einem roten bzw. orangen Marker dargestellt und können in der Karte gesetzt werden. Kulturdenkmale ohne Bild sind mit einem blauen bzw. roten Marker gekennzeichnet, Kulturdenkmale mit Bild mit einem grünen bzw. orangen Marker.

## Kulturdenkmäler nach Ortsteilen

### Bettenhausen
| Bild           | Bezeichnung                        | Lage | Beschreibung | Bauzeit                                | Objekt-Nr. |
| -------------- | ---------------------------------- | --- | --- | -------------------------------------- | ---------- |
| weitere Bilder | Gesamtanlage historischer Ortskern | Bettenhausen, Brandgasse 3–13, Obergasse 1–17, 2–18, Schulgasse 1–15, 2–14, Siebenhäusergasse 1–7, 2–6, Untergasse 1–31, 2–8 Lage | |                                        | 48197 DDB  |
| weitere Bilder | Sachgesamtheit Friedhof            | Bettenhausen LageFlur: 1, Flurstück: 88                                                                                           | Bruchsteinmauer, schmiedeeisernes Tor mit Sandsteinpfeiler, Gefallenendenkmal 1870/71, Baumbestand                                                                       | 19. Jahrhundert (Mauer)                | 48198 DDB  |
| weitere Bilder |                                    | Bettenhausen, Brandgasse 6, Siebenhäusergasse 2 LageFlur: 1, Flurstück: 133/5, 133/6                                              | Verputztes Fachwerkwohnhaus, Eckhaus, Hüttenberger Tor | 17. Jahrhundert                        | 48199 DDB  |
| weitere Bilder |                                    | Bettenhausen, Obergasse 10 LageFlur: 1, Flurstück: 135                                                                            | Dreiteiliger im Erdgeschoss verputzter Fachwerkbau an der Kreuzung beim Rathaus, Mannfiguren, überdachte Freitreppe, überbautes Tor                                      | 1778                                   | 48200 DDB  |
| weitere Bilder | Rathaus                            | Bettenhausen, Obergasse 12 LageFlur: 1, Flurstück: 112/1                                                                          | Exponiert gelegenes Fachwerkhaus an Geländeanstieg und Fuß des Kirchhofs                                                                                                 | 1671                                   | 48201 DDB  |
| weitere Bilder | Ev. Kirche                         | Bettenhausen, Obergasse 14 LageFlur: 1, Flurstück: 117/1                                                                          | Dreigeschossiger frühgotischer Turm des 13. Jahrhunderts mit halbrunder Ostapsis, spätbarockes Kirchenschiff von 1748, Eckpilaster und Süd- und Westportal aus Sandstein | 13. Jahrhundert/1748                   | 48202 DDB  |
| weitere Bilder |                                    | Bettenhausen, Obergasse 16 LageFlur: 1, Flurstück: 113                                                                            | Hofreite, Fachwerkwohnhaus, ornamentierte Eingangstür, Mannfiguren, Scheune, Nebengebäude                                                                                | 17. Jahrhundert                        | 48203 DDB  |
| weitere Bilder |                                    | Bettenhausen, Obergasse 17 LageFlur: 1, Flurstück: 99/1                                                                           | Verputztes, verschiefertes Fachwerkwohnhaus, Teilwalmgiebel, Pinienzapfentorpfosten                                                                                      | 17. oder 18. Jahrhundert               | 48204 DDB  |
| weitere Bilder | Tor                                | Bettenhausen, Obergasse 18 LageFlur: 1, Flurstück: 116/1                                                                          | Hüttenberger Tor, Griechisches Kreuz im Gefach | 2. Hälfte 18. Jahrhundert              | 48205 DDB  |
| weitere Bilder |                                    | Bettenhausen, Schulgasse 5 LageFlur: 1, Flurstück: 163/1                                                                          | Tiefgehende Hofreite, verputztes Fachwerkwohnhaus, überdachtes Tor, Nebengebäude                                                                                         | 18. Jahrhundert                        | 48206 DDB  |
| weitere Bilder |                                    | Bettenhausen, Schulgasse 7 LageFlur: 1, Flurstück: 165/1                                                                          | Großflächige Hofreite, teilweise verputztes Fachwerkwohnhaus, Mannfigur, Nebengebäude, Scheune                                                                           | 17. Jahrhundert                        | 48207 DDB  |
| weitere Bilder |                                    | Bettenhausen, Siebenhäusergasse 3 LageFlur: 1, Flurstück: 143/2                                                                   | Fachwerkwohnhaus, Nebengebäude, Hüttenberger Tor | Spätes 17. oder frühes 18. Jahrhundert | 48208 DDB  |
| weitere Bilder |                                    | Bettenhausen, Siebenhäusergasse 6 LageFlur: 1, Flurstück: 144/2                                                                   | Hofanlage, schmales verputztes Fachwerkwohnhaus, Scheune | 17. Jahrhundert                        | 48209 DDB  |
| weitere Bilder |                                    | Bettenhausen, Untergasse 2 LageFlur: 1, Flurstück: 156                                                                            | Fachwerkwohnhaus, Freitreppe, Hüttenberger Hoftor | 17. oder 18. Jahrhundert               | 48210 DDB  |
| weitere Bilder |                                    | Bettenhausen, Untergasse 4 LageFlur: 1, Flurstück: 153/2                                                                          | Voluminöses verkleidetes Fachwerkwohnhaus | Spätes 17 oder frühes 18. Jahrhundert  | 48211 DDB  |
| weitere Bilder | Spritzenhaus                       | Bettenhausen, Untergasse 6 LageFlur: 1, Flurstück: 184/1                                                                          | Kleines Fachwerkgebäude im Straßenbogen, verschieferter Schlauchturm | 19. Jahrhundert                        | 48212 DDB  |
| weitere Bilder |                                    | Bettenhausen, Untergasse 17 LageFlur: 1, Flurstück: 216/2                                                                         | Kleines Fachwerkwohnhaus aus älteren Hölzern in Zweitverwendung | 19. Jahrhundert                        | 48213 DDB  |

### Birklar
| Bild           | Bezeichnung                                 | Lage                                                                                  | Beschreibung | Bauzeit                                   | Objekt-Nr. |
| -------------- | ------------------------------------------- | ------------------------------------------------------------------------------------- | --- | ----------------------------------------- | ---------- |
| weitere Bilder | Gesamtanlage historischer Ortskern          | Birklar, Freier Platz 1-17, 2-18, 1-29, 4-22, Mittelstraße 1, 1a, 12-18 Lage          | |                                           | 48215 DDB  |
| weitere Bilder |                                             | Birklar, Freier Platz 10 LageFlur: 1, Flurstück: 432/1                                | Hofanlage, Fachwerkwohnhaus, überbautes Tor, | 18. Jahrhundert                           | 48217 DDB  |
| weitere Bilder |                                             | Birklar, Freier Platz 15 LageFlur: 1, Flurstück: 393                                  | Verputztes mehrteiliges Fachwerkgebäude, überbaute Toranlage | 18. Jahrhundert                           | 48218 DDB  |
| weitere Bilder | Sachgesamtheit Solms-Braunfels'sches Hofgut | Birklar, Freier Platz 16, Freier Platz 18 LageFlur: 1, Flurstück: 398/2, 422/4, 422/5 | Großflächiges Hofgut, Barockscheune, Herrenhaus, Nebengebäude | Barock, 18. Jahrhundert                   | 48216 DDB  |
| weitere Bilder |                                             | Birklar, Freier Platz 19 LageFlur: 1, Flurstück: 395                                  | Fachwerkwohnhaus, Werksteinsockel, Ziegelwand, Tor | 19. Jahrhundert                           | 48219 DDB  |
| weitere Bilder |                                             | Birklar, Freier Platz 23 LageFlur: 1, Flurstück: 398/1                                | Verputztes Fachwerkwohnhaus, Eckhaus, ehemals Stelle einer befestigten Pforte | 17. Jahrhundert                           | 48220 DDB  |
| weitere Bilder |                                             | Birklar, Hundsgasse 15 LageFlur: 1, Flurstück: 302/1                                  | Hofreite, Fachwerkwohnhaus, überdachte Toranlage | 1769                                      | 48221 DDB  |
| weitere Bilder |                                             | Birklar, Hundsgasse 19 LageFlur: 1, Flurstück: 298                                    | Verputztes Fachwerkwohnhaus, überbautes Tor | 18. Jahrhundert                           | 48222 DDB  |
| weitere Bilder |                                             | Birklar, Hundsgasse 23 LageFlur: 1, Flurstück: 294/1                                  | Verputztes Fachwerkwohnhaus, Fensterbekrönungen, überbautes Tor | 18. Jahrhundert                           | 48223 DDB  |
| weitere Bilder | Ev. Kirche                                  | Birklar, Mittelstraße 2, Im Ort LageFlur: 1, Flurstück: 355/3, 354                    | Klassizistische, zweigeschossige Saalkirche auf quadratischem Grundriss mit drei Fensterachsen und dreigeschossiger Nordturm; Gebäude aus Steinen aus dem Bibliotheksgebäude des aufgehobenen Klosters Arnsburg in veränderter Form wiedererrichtet | 1819                                      | 48224 DDB  |
| weitere Bilder |                                             | Birklar, Mittelstraße 14 LageFlur: 1, Flurstück: 376/1                                | verputztes Fachwerkhaus, Hinterhaus einer Hofreite | 17. Jahrhundert                           | 48225 DDB  |
| weitere Bilder |                                             | Birklar, Mittelstraße 18 LageFlur: 1, Flurstück: 372                                  | Fachwerkwohnhaus, Mannfigur | 1635 (Jahreszahl nachträglich angebracht) | 48226 DDB  |
| weitere Bilder | Schule                                      | Birklar, Mittelstraße 22 LageFlur: 1, Flurstück: 42/2                                 | Jugendstilgebäude aus Klinker, Putz, Fachwerk, Biberschwänzen, erhöht am Ortseingang, Mauer | 1905/6                                    | 48227 DDB  |

### Eberstadt
| Bild           | Bezeichnung                           | Lage | Beschreibung | Bauzeit                | Objekt-Nr. |
| -------------- | ------------------------------------- | --- | --- | ---------------------- | ---------- |
| weitere Bilder | Gesamtanlage historischer Ortskern    | Eberstadt, Arnsburger Straße 1–39, 2–56, Butzbacher Straße 1–21, 2–20, Gambacher Weg 1–9, Kirchstraße 1–19, 2–18, Münzenberger Straße 1, Steinstraße 1–23, 2–32 Lage | |                        | 48229 DDB  |
| weitere Bilder |                                       | Eberstadt, Arnsburger Straße 2 LageFlur: 1, Flurstück: 130 | Exponierte Fachwerkhofreite, Wohnhaus, Nebengebäude, Scheune, Hüttenberger Hoftor                                                              | 1700, 1770 (Tor)       | 48230 DDB  |
| weitere Bilder |                                       | Eberstadt, Arnsburger Straße 6 LageFlur: 1, Flurstück: 126 | Hofreite, Fachwerkwohnhaus, Nebengebäude, Scheune, Hüttenberger Hoftor                                                                         | 18. Jahrhundert        | 48231 DDB  |
| weitere Bilder |                                       | Eberstadt, Arnsburger Straße 7 LageFlur: 1, Flurstück: 274/1 | Hofreite, Fachwerkwohnhaus, Mannfigur, überbautes Hüttenberger Hoftor                                                                          | 1744                   | 48232 DDB  |
| weitere Bilder |                                       | Eberstadt, Arnsburger Straße 8 LageFlur: 1, Flurstück: 127, 379 | Fachwerkwohnhaus, Mannfigur | 1700                   | 48233 DDB  |
| weitere Bilder | Ehemaliges Wirtshaus „Zum weißen Roß“ | Eberstadt, Arnsburger Straße 9 LageFlur: 1, Flurstück: 276/1 | Zweiteiliger Fachwerkbau, vierteiliger fränkischer Fenstererker, überbaute Torfahrt und Pforte                                                 | 1696                   | 48234 DDB  |
| weitere Bilder |                                       | Eberstadt, Arnsburger Straße 11 LageFlur: 1, Flurstück: 279/1 | Hofanlage, verputztes Fachwerkwohnhaus, offener Fachwerkerker, überbaute Torfahrt                                                              | Frühes 20. Jahrhundert | 48235 DDB  |
| weitere Bilder |                                       | Eberstadt, Arnsburger Straße 17 LageFlur: 1, Flurstück: 28/2 | Dreiteiliges verputztes Fachwerkgebäude unter einem Dach mit Wohnhaus, überbautem Tor und Anbau                                                |                        | 48236 DDB  |
| weitere Bilder |                                       | Eberstadt, Arnsburger Straße 19 LageFlur: 1, Flurstück: 25 | Hofanlage, verputztes Fachwerkwohnhaus, überbautes Tor                                                                                         | Frühes 19. Jahrhundert | 48237 DDB  |
| weitere Bilder |                                       | Eberstadt, Arnsburger Straße 50 LageFlur: 1, Flurstück: 45 | Langgezogenes bauzeitlich verputztes (konstruktives Fachwerk) Fachwerkwohnhaus, Tordurchfahrt in linker Gebäudehälfte                          | Frühes 19. Jahrhundert | 48238 DDB  |
| weitere Bilder |                                       | Eberstadt, Butzbacher Straße 1 LageFlur: 1, Flurstück: 170/1 | Verputztes Fachwerkwohnhaus, sehr hoher Sockel, überdachtes Tor                                                                                |                        | 48239 DDB  |
| weitere Bilder | Ehemaliges Pfarrhaus                  | Eberstadt, Butzbacher Straße 3 LageFlur: 1, Flurstück: 171/1 | Hoch aufragendes verputztes Fachwerkwohnhaus, Kellereingang mit Sandsteinlaibung                                                               | 1748                   | 48240 DDB  |
| weitere Bilder |                                       | Eberstadt, Butzbacher Straße 4 LageFlur: 1, Flurstück: 217 | Fachwerkwohnhaus, eines der ältesten des Stadtteils, Mannfiguren                                                                               | 1696                   | 48241 DDB  |
| weitere Bilder |                                       | Eberstadt, Butzbacher Straße 7 LageFlur: 1, Flurstück: 180 | Exponiertes schmales Fachwerkwohnhaus, überdachtes Tor                                                                                         | 1716                   | 48242 DDB  |
| weitere Bilder |                                       | Eberstadt, Butzbacher Straße 13 LageFlur: 1, Flurstück: 187 | Fachwerkwohnhaus, überbautes Tor | 1717                   | 48243 DDB  |
| weitere Bilder |                                       | Eberstadt, Butzbacher Straße 15 LageFlur: 1, Flurstück: 189 | Hofreite, verputztes Fachwerkwohnhaus, überdachtes Tor                                                                                         | 1746                   | 48244 DDB  |
| weitere Bilder |                                       | Eberstadt, Butzbacher Straße 17 LageFlur: 1, Flurstück: 191 | Hofreite, verputztes Fachwerkwohnhaus, ältestes Gebäude des Stadtteils, Nebengebäude, Vorgarten in Bruchsteinmauer, Hüttenberger Hoftor        | 1600                   | 48245 DDB  |
| weitere Bilder | Pfaffenhof, ehemaliger Arnsburger Hof | Eberstadt, Butzbacher Straße 19 LageFlur: 1, Flurstück: 202/4 | Herrenhaus aus Fachwerk, repräsentative Freitreppe unter Erker, heute Dorfladen, Wirtschaftsgebäude                                            | 1698, 1717             | 48246 DDB  |
| weitere Bilder |                                       | Eberstadt, Gambacher Weg 9 LageFlur: 1, Flurstück: 201/3 | Hüttenberger Hoftor mit Tordurchfahrt, Gewandung, Pforte                                                                                       | 18. Jahrhundert        | 48247 DDB  |
| weitere Bilder |                                       | Eberstadt, Kirchstraße 4, Kirchstraße 2 LageFlur: 1, Flurstück: 168/1                                                                                                | Fachwerkwohnhaus einer Hofreite, Freitreppe | 1746                   | 48249 DDB  |
| weitere Bilder |                                       | Eberstadt, Kirchstraße 3 LageFlur: 1, Flurstück: 132 | Hofreite, zwei verputzte Fachwerkwohnhäuser, Hüttenberger Hoftor, Nebengebäude, Scheune                                                        | 1777 (Tor)             | 48248 DDB  |
| weitere Bilder |                                       | Eberstadt, Kirchstraße 10 LageFlur: 1, Flurstück: 159/1 | Erweitertes verputztes Fachwerkwohnhaus | 18., 19. Jahrhundert   | 48250 DDB  |
| weitere Bilder |                                       | Eberstadt, Kirchstraße 12 LageFlur: 1, Flurstück: 157/3 | Fachwerkhofreite, Wohnhaus, überbautes Tor, Nebengebäude, Scheune                                                                              | 18. Jahrhundert        | 48251 DDB  |
| weitere Bilder | Ev. Kirche und Kirchhof               | Eberstadt, Kirchstraße 17, Kirchstraße, Kirchstraße 19 LageFlur: 1, Flurstück: 145/1, 145/2, 146/1, 146/2                                                            | Mittelalterlicher Turmschaft mit barockem, dreigeschossigem Turmhelm, barocke Saalkirche von 1693 mit 3/8-Chorabschluss, Barockkanzel von 1693 | 14. Jahrhundert/1693   | 48252 DDB  |
| weitere Bilder | Ehemalige Schule                      | Eberstadt, Münzenberger Straße 1 LageFlur: 1, Flurstück: 284/1 | Kubisches Gebäude, Pyramidaldach, Zwerchhäuser, verdachter Eingang, Brunnen                                                                    | 1910                   | 48253 DDB  |
| weitere Bilder | „Zum Schwanen“                        | Eberstadt, Steinstraße 2 LageFlur: 1, Flurstück: 272 | Gebäudekomplex, verputztes Fachwerkwohnhaus, überbautes Tor mit Saalfenstern, ehem. Gasthaus                                                   | 17. Jahrhundert        | 48255 DDB  |
| weitere Bilder | So genannter „Sternwirt“              | Eberstadt, Steinstraße 3 LageFlur: 1, Flurstück: 222/1 | Hofreite, Fachwerkwohnhaus, Rosetten, überbautes Tor, Nebengebäude                                                                             | 1703                   | 48256 DDB  |
| weitere Bilder |                                       | Eberstadt, Steinstraße 7 LageFlur: 1, Flurstück: 226/1 | Fachwerkwohnhaus, Hüttenberger Tor | 17. Jahrhundert        | 48257 DDB  |
| weitere Bilder |                                       | Eberstadt, Steinstraße 9 LageFlur: 1, Flurstück: 229/1 | Zweiteiliger Fachwerkbau, Wohnhaus und überbautes Tor unter einem Dach                                                                         | 18. Jahrhundert        | 48258 DDB  |
| weitere Bilder |                                       | Eberstadt, Steinstraße 11 LageFlur: 1, Flurstück: 230/1 | Fachwerkwohnhaus, überbautes Tor, Nebengebäude                                                                                                 | 18. Jahrhundert        | 48259 DDB  |
| weitere Bilder |                                       | Eberstadt, Steinstraße 22 LageFlur: 1, Flurstück: 251/1 | Verputztes Fachwerkwohnhaus, überdachtes Tor                                                                                                   | 1715                   | 48260 DDB  |

### Kloster Arnsburg
| Bild           | Bezeichnung                     | Lage | Beschreibung | Bauzeit                                                                    | Objekt-Nr. |
| -------------- | ------------------------------- | --- | --- | -------------------------------------------------------------------------- | ---------- |
| weitere Bilder | Sachgesamtheit Kloster Arnsburg | Kloster Arnsburg, Im Kloster 1, Mühlbach, Im Kloster 5, Im Kloster 6, Im Kloster, Der Konventsgarten, Der Biengarten Syndikatsgarten, Im Kloster 2, Im Kloster 3, Im Kloster 4, Im Kloster 12, Im Kloster 11, Im Kloster 8, Im Kloster 7, K 165, Die Wetter, Der Pfaffenstein, Das innere Chor, Der große Gemüsegarten LageFlur: 1, Flurstück: 1/1, 4, 5/1, 8, 10/1, 12, 16/1, 17, 18, 20/2, 21, 22, 23, 24/1, 24/2, 25/1, 25/2, 26/1, 26/2, 27, 28, 29/1, 29/2, 30/1, 30/2, 31/1, 31/2, 32/1, 32/2, 33/1, 33/2, 61, 63, | Ehemaliges Zisterzienserkloster an einer Wetterschleife, Kirchenbau Ruine seit 1818, Dormitorium, Bursenbau, Barockbauten, Neben-Wirtschaftsgebäude, Umgebungsmauer | Ab 1197                                                                    | 48263 DDB  |
| weitere Bilder | Sachgesamtheit Bergermühle      | Kloster Arnsburg, Die Bergermühle 9, Das Hainfeld, Die Wetter, Mühlbach, Die Bergermühle LageFlur: 1, Flurstück: 40, 41, 42, 44/2, 99, 100 | Hofanlage, Fachwerkwohnhaus mit erdgeschosshohem Steinsockel, Fachwerknebengebäude, Fachwerkscheune                                                                 | 1649 (Wiederaufbau nach dem Dreißigjährigen Krieg), Hofpflasterung, Keller | 48262 DDB  |

### Langsdorf
| Bild           | Bezeichnung                        | Lage | Beschreibung | Bauzeit                                                                       | Objekt-Nr. |
| -------------- | ---------------------------------- | --- | --- | ----------------------------------------------------------------------------- | ---------- |
| weitere Bilder | Gesamtanlage historischer Ortskern | Langsdorf, Brauhausgasse 2–8, Buchegasse 1–7, Erbsengasse 2, Honzgasse 1–17, 2–12, Hungener Pforte 1, Licher Pforte 1–15, 2–12, Lugge 1–7, 2–8, Oberstraße 1–39, 2–34, Reichgasse 1–27, 2–14, Schwan 1–7, Schulschwan 1–3, 2–4, Weidegasse 1–21, 2–22 Lage | |                                                                               | 48265 DDB  |
| weitere Bilder |                                    | Langsdorf, Brauhausgasse 2 LageFlur: 1, Flurstück: 156/1 | Fachwerkwohnhaus, Scheune, Rahmen-Füllungs-Tür | 1841 (Tür)                                                                    | 48266 DDB  |
| weitere Bilder | Ehemalige Synagoge                 | Langsdorf, Erbsengasse 7 LageFlur: 1, Flurstück: 199/1, 200 | Massives Gebäude, Anbau, Mauer, heute Wohnhaus | 1866 (14 Jahre nach dem sog. „Judenkrawall“, Durchsetzungsversuch der Rechte) | 48267 DDB  |
| weitere Bilder |                                    | Langsdorf, Oberstraße 15 LageFlur: 1, Flurstück: 88 | Fachwerkwohnhaus, Brüstungsfelder | 1633                                                                          | 48268 DDB  |
| weitere Bilder |                                    | Langsdorf, Oberstraße 20 LageFlur: 1, Flurstück: 65/1 | Verputztes Fachwerkwohnhaus, linksseitig erweitert, Eckhaus | 17. Jahrhundert                                                               | 48269 DDB  |
| weitere Bilder |                                    | Langsdorf, Oberstraße 23 LageFlur: 1, Flurstück: 85/1 | Kleines Fachwerkwohnhaus, überbaute Tordurchfahrt | Um 1700                                                                       | 61699 DDB  |
| weitere Bilder |                                    | Langsdorf, Oberstraße 29 LageFlur: 1, Flurstück: 81/1 | Fachwerkwohnhaus, Mannfiguren, linksseitige Toreinfahrt | 1786                                                                          | 48270 DDB  |
| weitere Bilder | Rathaus                            | Langsdorf, Oberstraße 31 LageFlur: 1, Flurstück: 80/1 | Fachwerkbau, sekundär seitlich erweitert, mittiger Erker | 1698                                                                          | 48271 DDB  |
| weitere Bilder | Ev. Kirche                         | Langsdorf, Oberstraße 33 LageFlur: 1, Flurstück: 77/2 | Querkirche von 1782 im Stil des Rokoko, Chorturm aus dem 13. Jahrhundert, gequaderte Ecklisenen und Gewände aus rotem Sandstein, gegiebelter Mittelrisalit an östlicher Schauseite, verschiefertes Mansarddach, Grabstein des Johann Jacob von Zwierlein | 13. Jahrhundert/1780–1782                                                     | 48272 DDB  |
| weitere Bilder |                                    | Langsdorf, Oberstraße 37 LageFlur: 1, Flurstück: 75/1 | Fachwerkwohnhaus, Mannfigur | 17. Jahrhundert                                                               | 48273 DDB  |
| weitere Bilder |                                    | Langsdorf, Reichgasse 1 LageFlur: 1, Flurstück: 59 | Fachwerkwohnhaus, rechtsseitiger Erker, Mannfiguren | 2. Hälfte 17. Jahrhundert                                                     | 48274 DDB  |
| weitere Bilder |                                    | Langsdorf, Reichgasse 6 LageFlur: 1, Flurstück: 40/1 | Teilweise verputztes Fachwerkwohnhaus | 1676                                                                          | 48275 DDB  |
| weitere Bilder |                                    | Langsdorf, Reichgasse 8 LageFlur: 1, Flurstück: 41 | Fachwerkwohnhaus, rechtsseitiger Erker, überdachtes Tor mit Gewandung und Pforte | 1703                                                                          | 48276 DDB  |
| weitere Bilder |                                    | Langsdorf, Reichgasse 12 LageFlur: 1, Flurstück: 43 | Fachwerkwohnhaus, überbaute Torfahrt | 1670                                                                          | 48277 DDB  |
| weitere Bilder | Haus im Hegrich                    | Langsdorf, Reichgasse 23 LageFlur: 1, Flurstück: 48/1 | Fachwerkwohnhaus, massives Erdgeschoss, Fächerrosetten auf Fußwinkelhölzern, Hüttenberger Hoftor | 1561                                                                          | 48278 DDB  |
| weitere Bilder |                                    | Langsdorf, Weidegasse 1 LageFlur: 1, Flurstück: 191/1 | Fachwerkhofreite, am Ende einer kleinen Sackgasse, nur Torbau ersichtlich, Wohnhaus | 18. Jahrhundert                                                               | 48279 DDB  |
| weitere Bilder |                                    | Langsdorf, Weidegasse 3 LageFlur: 1, Flurstück: 190 | Fachwerkwohnhaus | 1711                                                                          | 48280 DDB  |
| weitere Bilder |                                    | Langsdorf, Weidegasse 8 LageFlur: 1, Flurstück: 172/1 | Fachwerkwohnhaus, Mannfigur | 17. Jahrhundert                                                               | 48281 DDB  |
| weitere Bilder |                                    | Langsdorf, Weidegasse 9 LageFlur: 1, Flurstück: 188 | Fachwerkwohnhaus, Mannfiguren | 1670                                                                          | 48282 DDB  |

### Lich
| Bild           | Bezeichnung                                    | Lage | Beschreibung | Bauzeit                                              | Objekt-Nr. |
| -------------- | ---------------------------------------------- | --- | --- | ---------------------------------------------------- | ---------- |
| weitere Bilder | Gesamtanlage I Stadtkern mit Befestigung       | Lich Lage | Historischer Stadtkern, Gassensystem, Fachwerkgebäude, Schloss, Marienstiftskirche, Stadtbefestigung | Befestigung Ende 13. Jahrhundert                     | 48285 DDB  |
| weitere Bilder | Gesamtanlage II Gießener Straße                | Lich, Gießener Straße 4-8, 14 LageFlur: 1, Flurstück: 826, 828, 829, 836/1 | Vier Wohnhäuser, freihstehend, individuell gestaltet. Nr. 6 ehem. Wohnsitz des Brauereigründers Ihring | Gründerzeit                                          | 48286 DDB  |
| weitere Bilder | Gesamtanlage III Kolnhäuser Straße             | Lich, Kolnhäuser Straße 26, 28, 30 Lage | Mehrfamilienhäuser in Ziegelbau, bürgerlicher Geschosswohnungsbau | Beginnendes 20. Jahrhundert                          | 48287 DDB  |
| weitere Bilder | Sachgesamtheit Alter und Neuer Friedhof        | Lich, Oberstadt LageFlur: 1, Flurstück: 198/5, 1001/1 | Alter Friedhof: achteckig, Bruchsteinmauer. Neuer Friedhof: Friedhofshalle, drei barocke Sandsteingrabplatten, Gefallenendenkmal 1870/71 |                                                      | 48288 DDB  |
| weitere Bilder | Sachgesamtheit Jüdischer Friedhof              | Lich, In den Hardbergsgärten Lage | 637 m² großes unregelmäßiges Areal, 40-50 Gräber |                                                      | 48289 DDB  |
| weitere Bilder | Sachgesamtheit Albacher Hof                    | Lich, Alte Gießener Straße LageFlur: 41, Flurstück: 1/11, 1/12, 1/13, 2/1, 2/2, 2/3, 2/4, 2/5, 2/6, 2/7, 3/3, 3/4, 4/1, 4/2, 6/1, 15/2, 16/2, 28/2 | Hoflage, zwei Bruchsteinwohnhäuser, Wirtschaftsgebäude aus Fachwerk | 16. Jahrhundert                                      | 48292 DDB  |
| weitere Bilder | Brauerei                                       | Lich, In den Hardtberggärten LageFlur: 9, Flurstück: 11/4 | Kühlturm aus zweifarbigem Klinker | 1900                                                 | 48294 DDB  |
| weitere Bilder | Obermühle                                      | Lich, Am Schwanensee 11 LageFlur: 1, Flurstück: 143/10, 1238/2 | Neunachsiges Fachwerkhaus, massives Erdgeschoss, barockes Mansardendach, Nebengebäude, Mühlrad, brückenartige Mauer | 1768                                                 | 48295 DDB  |
| weitere Bilder | Ehemaliges Amtsgericht                         | Lich, Amtsgerichtsstraße 1 LageFlur: 1, Flurstück: 832 | Neunachsiger Rechteckbau, umlaufende Gesimse, hochrechteckige Fenster, Hauptportal mit Freitreppe | Spätklassizistisch                                   | 48296 DDB  |
| weitere Bilder | Ehemalige Synagoge                             | Lich, Amtsgerichtsstraße 4 LageFlur: 1, Flurstück: 819/1 | Anbau eines Wohn- und Gasthauses, 1921 zur Synagoge umgebaut, künstlerisch gestaltetes Deckengewölbe | 1886                                                 | 48297 DDB  |
| weitere Bilder | Bahnhof                                        | Lich, Bahnhofstraße 1, Bahnhofstraße, Von Gießen nach Gelnhausen LageFlur: 9, Flurstück: 351/11, 351/12, 351/13, 351/14 | Spätklassizistisches Rechteckbau, Bahnsteigverdachung, Bahnhofslager, Güterschuppen in Klinker, Stellwerk mit Klinkersockel | Anfang 1870er                                        | 48298 DDB  |
| weitere Bilder |                                                | Lich, Braugasse 1 LageFlur: 1, Flurstück: 181 | Zwei selbstständige Gebäude. Dreigeschossiges Wohn- und Geschäftshaus in Klinker, Fachwerkgebäude, Eckhaus | Gründerzeit, 18. Jahrhundert                         | 48299 DDB  |
| weitere Bilder |                                                | Lich, Braugasse 13 LageFlur: 1, Flurstück: 189/2 | Schmales Fachwerkwohnhaus | 17. Jahrhundert                                      | 48300 DDB  |
| weitere Bilder |                                                | Lich, Braugasse 15 LageFlur: 1, Flurstück: 190/2 | Fachwerkwohnhaus | 17. Jahrhundert                                      | 48301 DDB  |
| weitere Bilder | Frankfurter Hof                                | Lich, Braugasse 21 LageFlur: 1, Flurstück: 26/1 | Fachwerkwohnhaus, weiter giebelständiger Überstand mit Knaggen am Obergeschoss, verm. ehem. Brauhaus | 15. Jahrhundert                                      | 48302 DDB  |
| weitere Bilder |                                                | Lich, Charlottenburg 1 LageFlur: 1, Flurstück: 115 | Schmales Fachwerkwohnhaus, Eckhaus | Spätes 17. Jahrhundert                               | 66517 DDB  |
| weitere Bilder |                                                | Lich, Charlottenburg 5 LageFlur: 1, Flurstück: 117 | Verputztes Fachwerkwohnhaus, leichte Auskragungen |                                                      | 48305 DDB  |
| weitere Bilder |                                                | Lich, Garbenteicher Straße 6 LageFlur: 1, Flurstück: 708/1 | Repräsentatives villenartiges Wohnhaus mit Schmuckfachwerk, Mannfiguren, Fenstererker, Maskenkonsolen | 1905                                                 | 48306 DDB  |
| weitere Bilder | Palais Prinz Ferdinand                         | Lich, Gießener Straße 1 LageFlur: 1, Flurstück: 897/7 | Spätklassizistischer italisierender siebenachsiger Rechteckbau, linksseitiger Rundbogen mit dreiteiligem Tor und filigraner Lünette | Ca. 1840                                             | 48307 DDB  |
| weitere Bilder | Trafohäuschen                                  | Lich, Am Wall 26 LageFlur: 1, Flurstück: 895/3 | Dreistöckiger Turm aus Quadern in der Bastionsmauer | Anfang 20. Jahrhundert                               | 48308 DDB  |
| weitere Bilder | Schlagmühle                                    | Lich, Schlagmühle 1 LageFlur: 4, Flurstück: 333 | Verputztes Fachwerkwohnhaus | 18. Jahrhundert                                      | 48309 DDB  |
| weitere Bilder | Untermühle                                     | Lich, Heinrich-Neeb-Straße 1, Auf der Insel LageFlur: 1, Flurstück: 554 | Hofanlage, Fachwerkwohnhaus mit mittiger zweiflügliger Tür, Fachwerkanbau | 1719                                                 | 48310 DDB  |
| weitere Bilder |                                                | Lich, Heinrich-Neeb-Straße 4 LageFlur: 1, Flurstück: 219/5 | Dreigeschossiges Wohnhaus, rechtsseitige Durchfahrt, zwei- und dreiteilige Fenstergruppen, mittiges Türpaar | Klassizistisch                                       | 48311 DDB  |
| weitere Bilder |                                                | Lich, Heinrich-Neeb-Straße 6 LageFlur: 1, Flurstück: 220 | Sechsachsiges Fachwerk-Wohn- und Geschäftshaus | Klassizistisch                                       | 48312 DDB  |
| weitere Bilder |                                                | Lich, Heinrich-Neeb-Straße 8 LageFlur: 1, Flurstück: 221 | Fachwerkwohnhaus, Eckhaus | 1749                                                 | 48313 DDB  |
| weitere Bilder |                                                | Lich, Heinrich-Neeb-Straße 9 LageFlur: 1, Flurstück: 535/1 | Zweifarbiger kubischer Klinkerbau, Gaube mit Turmaufsatz, ehem. Post | 1898                                                 | 48314 DDB  |
| weitere Bilder |                                                | Lich, Heinrich-Neeb-Straße 10 LageFlur: 1, Flurstück: 222/1 | Dreigeschossiges verputztes Fachwerkwohnhaus, Eckhaus | Klassizistisch                                       | 48315 DDB  |
| weitere Bilder | Ehemaliges Gasthaus „Zum Storchen“             | Lich, Heinrich-Neeb-Straße 12 LageFlur: 1, Flurstück: 223/1, 223/2 | Dreigeschossiges Fachwerkwohnhaus | 1725                                                 | 48316 DDB  |
| weitere Bilder | Pfaffenhof                                     | Lich, Heinrich-Neeb-Straße 16 LageFlur: 224/8, 224/9, Flurstück: | Hofanlage, Hofmauer mit spitzbogiger Einfahrt, Fachwerkwohnhaus, Erdgeschoss aus verputztem Bruchstein, romanische Kelleranlage, | Spätes 17. oder frühes 18. Jahrhundert, 1318 (Mauer) | 48317 DDB  |
| weitere Bilder | Ehemaliges Park-Hotel                          | Lich, Heinrich-Neeb-Straße 26 LageFlur: 1, Flurstück: 484/1, 484/3 | Kubischer Bau, vorgesetzter Eingangsbeich, verschiefertes Mansardendach | 1920er                                               | 48318 DDB  |
| weitere Bilder | Postamt                                        | Lich, Heinrich-Neeb-Straße 28 LageFlur: 1, Flurstück: 485/2 | Kubischer Bau, Bohlenlamellendach, Schleppgaube mit Giebel, Freitreppen | 1929                                                 | 48319 DDB  |
| weitere Bilder |                                                | Lich, Heinrich-Neeb-Straße 30 LageFlur: 1, Flurstück: 530/2 | Voluminöses Gebäude, 1913–1956 im Erdgeschoss als Kirche genutzt, rundbogiges Zwillingsfenster | Um 1900                                              | 48320 DDB  |
| weitere Bilder |                                                | Lich, Heinrich-Neeb-Straße 32 LageFlur: 1, Flurstück: 527/7 | Wohnhaus mit Krüppelwalmdach, giebelständiger Kopfbau mit Krüppelwalmdach, Altan, Drempel und Fachwerk im Obergeschoss | Historistisch                                        | 61698 DDB  |
| weitere Bilder |                                                | Lich, Heinrich-Neeb-Straße LageFlur: 1, Flurstück: 1108/2 | Flachbogig, dreifach gewölbte Brücke über die Wetter, Ufermauer | 19. Jahrhundert                                      | 48321 DDB  |
| weitere Bilder |                                                | Lich, Hintergasse 4 LageFlur: 1, Flurstück: 263 | Hofreite, dreigeschossiges Fachwerkwohnhaus, Fachwerkscheune, Bruchsteinmauer | 17. Jahrhundert                                      | 48323 DDB  |
| weitere Bilder |                                                | Lich, Hintergasse 7 LageFlur: 1, Flurstück: 259/1 | Verputztes Fachwerkwohnhaus | 17. Jahrhundert                                      | 48324 DDB  |
| weitere Bilder |                                                | Lich, Hintergasse 8 LageFlur: 1, Flurstück: 265 | Fachwerkwohnhaus | 17. Jahrhundert                                      | 48325 DDB  |
| weitere Bilder |                                                | Lich, Hintergasse 15 LageFlur: 1, Flurstück: 255/2, 255/4 | Kleines verputztes Fachwerkwohnhaus, Zwerchhaus | 17. oder 18. Jahrhundert                             | 48326 DDB  |
| weitere Bilder |                                                | Lich, Hintergasse 17 LageFlur: 1, Flurstück: 254/3 | Fachwerkwohnhaus, linksseitige Tordurchfahrt | 1733                                                 | 48327 DDB  |
| weitere Bilder |                                                | Lich, Hintergasse 21, Hintergasse 23 LageFlur: 1, Flurstück: 249/1 | Fachwerkdoppelwohnhaus, Eckhaus | 1862                                                 | 48328 DDB  |
| weitere Bilder |                                                | Lich, Hintergasse 22 LageFlur: 1, Flurstück: 269 | Dreigeschossiges Fachwerkwohnhaus, Eckhaus | 18. Jahrhundert                                      | 48329 DDB  |
| weitere Bilder |                                                | Lich, Hintergasse 39 LageFlur: 1, Flurstück: 316/4 | Fachwerkwohnhaus, Eckhaus | Ausgehendes 17. Jahrhundert                          | 48330 DDB  |
| weitere Bilder |                                                | Lich, Hintergasse 47 LageFlur: 1, Flurstück: 310/1 | Hofreite, verputztes Fachwerkwohnhaus, Zwerchhaus | 16. oder 17. Jahrhundert                             | 48331 DDB  |
| weitere Bilder |                                                | Lich, Hintergasse 49 LageFlur: 1, Flurstück: 359 | Fachwerkwohnhaus, vier Feuerböcke, Eckhaus | 17. Jahrhundert                                      | 48332 DDB  |
| weitere Bilder |                                                | Lich, Hintergasse 65 LageFlur: 1, Flurstück: 302 | Dreigeschossiges verputztes Fachwerkwohnhaus | Hohes Alter vermutet                                 | 48333 DDB  |
| weitere Bilder |                                                | Lich, Hüttengasse 12 LageFlur: 1, Flurstück: 192 | Langgestrecktes Fachwerkwohnhaus, Zwerchhaus über Eingang mit Holzlaibung | 18. Jahrhundert                                      | 48334 DDB  |
| weitere Bilder | Haus Textor                                    | Lich, Kirchenplatz 4 LageFlur: 1, Flurstück: 4/1 | Dreigeschossiges Fachwerkgebäude, Auskragung mit Voluntenkonsolen, fränkische Erker mit Feuerböcken, geschweiften Rauten, Holzplatten mit Kartuschenwerk, Heimatmuseum | 1632                                                 | 48348 DDB  |
| weitere Bilder |                                                | Lich, Kirchenplatz 8 LageFlur: 1, Flurstück: 6 | Verputztes Fachwerkwohnhaus, Zwerchhaus | 18. Jahrhundert                                      | 48349 DDB  |
| weitere Bilder | Pfarrhaus                                      | Lich, Kirchenplatz 12 LageFlur: 1, Flurstück: 60 | Fachwerkwohnhaus, Anbauten, Geschossüberstände | 1520                                                 | 48350 DDB  |
| weitere Bilder | Ehem. Marienstiftskirche heute Ev. Pfarrkirche | Lich, Kirchenplatz 13, Kirchenplatz 17 LageFlur: 1, Flurstück: 61/3, 62/6 | Dreischiffige, siebenjochige Hallenkirche im Übergangsstil von der Gotik zur Renaissance, Seitenschiffe mit Netzgewölbe, 3/8-Chorabschluss mit Dachreiter; 44 Grabdenkmale des 14. und 15. Jahrhunderts, darunter der Falkensteiner und der Solmser, lebensgroßes Kruzifix von 1511, Sakramentshäuschen (1536),Orgelprospekt von 1624/33, Fürstenstuhl (1714), Barockkanzel mit vier hervortretenden Kirchenvätern aus Kloster Arnsburg übernommen (1774) | 1510–1537                                            | 48351 DDB  |
| weitere Bilder |                                                | Lich, Kirchgasse 1 LageFlur: 1, Flurstück: 24/2 | Fachwerkwohnhaus, Eckhaus | 17. oder 18. Jahrhundert                             | 48335 DDB  |
| weitere Bilder | Rosengärtchen                                  | Lich, Kirchgasse 2 LageFlur: 1, Flurstück: 39/40 | Fachwerkwohnhaus, Erkerhäuschen mit geschnitzten Bügen, kassettierte Tür | 16. Jahrhundert                                      | 48336 DDB  |
| weitere Bilder |                                                | Lich, Kirchgasse 3 LageFlur: 1, Flurstück: 23 | Dreigeschossiges Fachwerkwohnhaus | 16. Jahrhundert                                      | 48337 DDB  |
| weitere Bilder |                                                | Lich, Kirchgasse 4 LageFlur: 1, Flurstück: 41 | Fachwerkwohnhaus, Eckhaus | 18. Jahrhundert                                      | 48338 DDB  |
| weitere Bilder |                                                | Lich, Kirchgasse 5 LageFlur: 1, Flurstück: 22 | Dreigeschossiges verputztes Fachwerkwohnhaus | 18. Jahrhundert                                      | 48339 DDB  |
| weitere Bilder |                                                | Lich, Kirchgasse 7 LageFlur: 1, Flurstück: 21/1 | Langgestrecktes Fachwerkwohnhaus, barocker Hauseingang | 18. Jahrhundert                                      | 48340 DDB  |
| weitere Bilder |                                                | Lich, Kirchgasse 8 LageFlur: 1, Flurstück: | Dreigeschossiges Fachwerkwohnhaus, Tür mit barocker Laibung | 17. Jahrhundert                                      | 48341 DDB  |
| weitere Bilder |                                                | Lich, Kirchgasse 9 LageFlur: 1, Flurstück: 20/2 | Fachwerkwohnhaus, starke Auskragung im Obergeschoss, Feuerbockmotive | Frühes 18. Jahrhundert                               | 48342 DDB  |
| weitere Bilder |                                                | Lich, Kirchgasse 10 LageFlur: 1, Flurstück: 47 | Fachwerkwohnhaus aus zwei leicht versetzt stehenden Gebäudeteilen, Freitreppe, Haustür, Oberlicht, Eckhaus | 1674, 18. Jahrhundert                                | 48343 DDB  |
| weitere Bilder |                                                | Lich, Kirchgasse 12 LageFlur: 1, Flurstück: 48 | Dreigeschossiges großvolumiges Fachwerkwohnhaus, Eckhaus | Ausgehendes 18. Jahrhundert                          | 48344 DDB  |
| weitere Bilder |                                                | Lich, Kirchgasse 13 LageFlur: 1, Flurstück: 17/1 | Fachwerkwohnhaus, Eckhaus an schmaler Gasse | 18. Jahrhundert                                      | 48345 DDB  |
| weitere Bilder |                                                | Lich, Kirchgasse 14 LageFlur: 1, Flurstück: 49 | Langgestrecktes Gebäude, Erdgeschoss Bruchsteinmauerwerk, Obergeschoss Ziegelmauerwerk, Bürgersaal | Gründerzeit, Sockel älter                            | 48346 DDB  |
| weitere Bilder |                                                | Lich, Kirchgasse 17 LageFlur: 1, Flurstück: 16 | Verputztes Fachwerkwohnhaus, Eckhaus an schmaler Gasse | Hohes Alter vermutet                                 | 48347 DDB  |
| weitere Bilder | Sachgesamtheit Kolnhäuser Hof                  | Lich, Hofgut Kolnhausen 24, Hofgut Kolnhausen 42, Hofgut Kolnhausen 43, Hofgut Kolnhausen 1, Hofgut Kolnhausen 25, Hofgut Kolnhausen 26, Hofgut Kolnhausen 27, Hofgut Kolnhausen 28, Hofgut Kolnhausen 34, Hofgut Kolnhausen 35, Hofgut Kolnhausen 36, Hofgut Kolnhausen 37, Hofgut Kolnhausen 38, Hofgut Kolnhausen 39, Hofgut Kolnhausen 40, Hofgut Kolnhausen 41 LageFlur: 46, Flurstück: 1, 2, 3, 4, 4/2, 5, 6, 7, 8, 9/1 | Hofgut, umschließende Bruchsteinmauer mit Tor, barockes Wohnhaus, Mühlengebäude, Bruchsteinscheune, ehem. Stall- und Nebengebäude | 1721 (Herrenhaus)                                    | 48293 DDB  |
| weitere Bilder | Ehemalige Postanstalt                          | Lich, Kolnhäuser Straße 1 LageFlur: 1, Flurstück: 701/1 | Freihstehend fünfachsiger kubischer Bau, dreifenstrige Dachgaube | Klassizistisch                                       | 48352 DDB  |
| weitere Bilder |                                                | Lich, Kolnhäuser Straße 5, Kolnhäuser Straße 7 LageFlur: 1, Flurstück: 698/2, 699/3 | Zwei Gebäude mit brückenartigem Übergang, Nr. 7 ehem Kleinkinderschule, seit 1842 Sitz von Förster & Nicolaus Orgelbau | Klassizistisch                                       | 48353 DDB  |
| weitere Bilder |                                                | Lich, Kolnhäuser Straße 31 LageFlur: 1, Flurstück: 1287 | Villa in Fachwerk, Klinker und Putz, Kutscherremise, Vorbau | Nach 1900                                            | 48354 DDB  |
| weitere Bilder | Forsthaus                                      | Lich, Kolnhäuser Straße 69 LageFlur: 1, Flurstück: 13 | Wohnhaus im Heimatstil, hohes Walmdach, Fachwerk im Dachgeschoss, Freitreppe | Frühes 20. Jahrhundert                               | 48355 DDB  |
| weitere Bilder |                                                | Lich, Liebfrauenberg 5 LageFlur: 1, Flurstück: 56/1 | Verputztes Fachwerkwohnhaus | Hohes Alter vermutet                                 | 48357 DDB  |
| weitere Bilder |                                                | Lich, Löwengasse 1, Löwengasse 3 LageFlur: 1, Flurstück: 277, 276/1 | Dreigeschossiges verputztes Fachwerkdoppelwohnhaus | Hohes Alter vermutet                                 | 48358 DDB  |
| weitere Bilder |                                                | Lich, Löwengasse 2 LageFlur: 1, Flurstück: 280 | Dreigeschossiges verputztes Fachwerkwohnhaus | 18. Jahrhundert                                      | 48359 DDB  |
| weitere Bilder |                                                | Lich, Löwengasse 6 LageFlur: 1, Flurstück: 282 | Voluminöses Fachwerkwohnhaus | 18. Jahrhundert                                      | 48360 DDB  |
| weitere Bilder |                                                | Lich, Ludwigsburg 4 LageFlur: 1, Flurstück: 85/1 | Lang gezogenes verputztes großvolumiges dreigeschossiges Fachwerkwohnhaus am Stadtturm | 18. Jahrhundert                                      | 48361 DDB  |
| weitere Bilder |                                                | Lich, Mittelgasse 14 LageFlur: 1, Flurstück: 343/3 | Fachwerkwohnhaus, Scheune | 1730                                                 | 48362 DDB  |
| weitere Bilder | Zum Adler                                      | Lich, Oberstadt 2 LageFlur: 1, Flurstück: 73 | Voluminöser dreigeschossiger siebenachsiger Fachwerkbau, hochrechteckige Fenster, eingezogene Treppe | 19. Jahrhundert                                      | 48363 DDB  |
| weitere Bilder |                                                | Lich, Oberstadt 8 LageFlur: 1, Flurstück: 76 | Dreigeschossiges verputztes Fachwerkwohnhaus, Halbwalmdach | 17. Jahrhundert                                      | 48364 DDB  |
| weitere Bilder |                                                | Lich, Oberstadt 9 LageFlur: 1, Flurstück: 160/3 | Dreigeschossiges Fachwerkwohnhaus, Halbwalmdach, Schaufensterfront um 1900 | 18. Jahrhundert                                      | 48365 DDB  |
| weitere Bilder |                                                | Lich, Oberstadt 10 LageFlur: 1, Flurstück: 77 | Dreigeschossiges Fachwerkwohnhaus | 16. Jahrhundert, 1671 (Inschrift)                    | 48366 DDB  |
| weitere Bilder |                                                | Lich, Oberstadt 11 LageFlur: 1, Flurstück: 158/2 | Dreigeschossiges Fachwerkwohnhaus, oktogonaler Erker mit Verdachung im 1. Obergeschoss auf achteckiger Säule mit fünf Bügen | 16. Jahrhundert                                      | 48367 DDB  |
| weitere Bilder |                                                | Lich, Oberstadt 14, Oberstadt 16 LageFlur: 1, Flurstück: 98/2 | Zwei auf einer Parzelle stehende Fachwerkwohnhäuser | 18. Jahrhundert, 1753 (Nr. 16)                       | 48369 DDB  |
| weitere Bilder |                                                | Lich, Oberstadt 15 LageFlur: 1, Flurstück: 156 | Dreiachsiges Fachwerkhaus | 18. Jahrhundert                                      | 48368 DDB  |
| weitere Bilder |                                                | Lich, Oberstadt 17, Oberstadt 19 LageFlur: 1, Flurstück: 155, 154, 153/1 | Fachwerkdoppelwohnhaus, auskragendes Obergeschoss, verzierte Volutenkonsolen, mittige Tordurchfahrt | 17. Jahrhundert                                      | 48370 DDB  |
| weitere Bilder |                                                | Lich, Oberstadt 18 LageFlur: 1, Flurstück: 99/1 | Schmales viergeschossiges Fachwerkwohnhaus, 3. und 4. Geschoss auskragend, vierteiliger fränkischer Erker mit Brüstungsfeldern | 1630                                                 | 48371 DDB  |
| weitere Bilder |                                                | Lich, Oberstadt 20 LageFlur: 1, Flurstück: 102 | Dreigeschossiges Fachwerkwohnhaus | 18. Jahrhundert                                      | 48372 DDB  |
| weitere Bilder |                                                | Lich, Oberstadt 21 LageFlur: 1, Flurstück: 152/1 | Dreigeschossiges Fachwerkwohnhaus, vorkragende Obergeschosse | Um 1500                                              | 48373 DDB  |
| weitere Bilder |                                                | Lich, Oberstadt 23 LageFlur: 1, Flurstück: 151 | Dreigeschossiges Fachwerkwohnhaus, zwei schlangenartige gewundene Hölzer | 16. Jahrhundert                                      | 48374 DDB  |
| weitere Bilder |                                                | Lich, Oberstadt 24 LageFlur: 1, Flurstück: 108/6 | Dreigeschossiges vierachsiges Fachwerkwohnhaus, überbaute Toranlage | Spätes 18. Jahrhundert                               | 48375 DDB  |
| weitere Bilder |                                                | Lich, Oberstadt 26 LageFlur: 1, Flurstück: 109/5 | Dreigeschossiges Fachwerkwohnhaus, Eckhaus | 17. Jahrhundert                                      | 48376 DDB  |
| weitere Bilder |                                                | Lich, Oberstadt 28 LageFlur: 1, Flurstück: 112/1 | Dreigeschossiges Fachwerkwohnhaus, vierteilige Fensterbänder, Eckhaus | 18. Jahrhundert                                      | 48377 DDB  |
| weitere Bilder |                                                | Lich, Oberstadt 31 LageFlur: 1, Flurstück: 149 | Fachwerkwohnhaus, Eckhaus | 1609                                                 | 48378 DDB  |
| weitere Bilder |                                                | Lich, Oberstadt 32 LageFlur: 1, Flurstück: 123 | Voluminöses dreigeschossiges verputztes Fachwerkwohnhaus | 18. Jahrhundert                                      | 48379 DDB  |
| weitere Bilder |                                                | Lich, Oberstadt 33 LageFlur: 1, Flurstück: 148 | Dreigeschossiges Fachwerkwohnhaus, Eckhaus | Spätes 17. Jahrhundert                               | 48380 DDB  |
| weitere Bilder |                                                | Lich, Oberstadt 35 LageFlur: 1, Flurstück: 147 | Langgestrecktes verputztes Fachwerkwohnhaus, Zwerchhaus, Eckhaus | Mitte 19. Jahrhundert                                | 48381 DDB  |
| weitere Bilder |                                                | Lich, Oberstadt 41 LageFlur: 1, Flurstück: 144 | Fachwerkwohnhaus, Zwerchhaus, Flachbogenfenster im Erdgeschoss, Eckhaus | Nach 1900                                            | 48382 DDB  |
| weitere Bilder |                                                | Lich, Oberstadt 42 LageFlur: 1, Flurstück: 125/5 | Dreigeschossiges Fachwerkwohnhaus, Mannfigur zwischen vierteiligen Fensterbändern | 1765                                                 | 48383 DDB  |
| weitere Bilder |                                                | Lich, Oberstadt 44, Oberstadt 46 LageFlur: 1, Flurstück: 126, 127 | Dreigeschossiges Fachwerkdoppelwohnhaus, Mannfiguren zwischen zwei- und dreiteiligen Fensterbändern, mittige Toreinfahrt | 2. Hälfte 18. Jahrhundert                            | 48384 DDB  |
| weitere Bilder | Feuerwehrgerätehaus                            | Lich, Oberstadt 45 LageFlur: 1, Flurstück: 141/1 | Massives gaubenbesetztes Gebäude, drei rundbogige Einfahrten, ehem. Ackerbauschule, heute DRK-Kleiderkammer, Eckhaus | 1907                                                 | 48385 DDB  |
| weitere Bilder |                                                | Lich, Oberstadt 52 LageFlur: 1, Flurstück: 911/3 | Kubischer vier-, fünfachsiger exponierter Eckbau, drei rundbogige Einfahrten, massives Erdgeschoss, heute Kindergarten im Obergeschoss | 1930er                                               | 48386 DDB  |
| weitere Bilder | Sachgesamtheit Stadtbefestigung                | Lich, Am Schwanensee 12, Am Wall 14, Am Wall 12, Charlottenburg 2, Oberstadt 38, Am Wall 4, Am Wall 2, Oberstadt 35, Schäfergasse 3, Am Schwanensee 6, Schäfergasse 8A, Am Schwanensee 14, Am Schwanensee 16, Oberstadt 45, Gießener Straße 1, Am Wall 24, Kirchenplatz 17, Am Wall 26, Am Wall, Kirchenplatz 13, Ludwigsburg 4, Ohlengasse 15, Am Wall 16, Wetter, Hessenburg 1, Hessenburg 3, Schloßgasse, Heinrich-Neeb-Straße 26 LageFlur: 1, Flurstück: 106/3, 108/9, 109/4, 110/3, 111/3, 121/3, 1228/17, 1238/2, 125/4, 129/2, 141/1, 143/5, 143/7, 147, 229/1, 230/6, 304, 379/2, 380/1, 385/5, 392, 393, 394/2, 484/1, 484/3, 57/4, 578/2, 58/4, 62/6, 85/3, 895/3, 897/6, 897/7, 91/1, 92/4 | Innerer Befestigungsring mit Stadtmauer, Bastion am Wall 26, Rundturm am Wall 14, Eckbastion am Wall, Stadtturm, äußere Befestigungsanlagen | Mindestens seit dem 16. Jahrhundert                  | 48290 DDB  |
| weitere Bilder | Gedenkstein                                    | Lich, Hard LageFlur: 34, Flurstück: 1/6 | Sandstein mit Inschrift zum tödlichen Reitunfall des Grafen Reinhard 1596 | 1771                                                 | 65564 DDB  |
| weitere Bilder |                                                | Lich, Schäfergasse 2 LageFlur: 1, Flurstück: 391 | Großvolumiges dreigeschossiges Fachwerkwohnhaus | 18. Jahrhundert                                      | 48387 DDB  |
| weitere Bilder |                                                | Lich, Schäfergasse 4 LageFlur: 1, Flurstück: 389 | Architektin Maryam Zohoori Ein individuelles Projekt die den Charakter des Objekts betreffen, sind: Giebelständiges Fachwerkwohnhaus mit seitlichem Anbau. Der vordere, von einem Bruchsteinsockel unterfangene, zweigeschossige Gebäudeteil zeigt regelmäßiges, an der Giebelseite symmetrisch aufgebautes Fachwerk des mittleren 18. Jahrhunderts. Bemerkenswerte Details sind die profilierten Schwellen, die gerundeten Füllhölzer, die V-förmig profilierten Erdgeschosseckständer sowie die geschwungenen Streben mit Kopfwinkelhölzern im Obergeschoss. Die sowohl im Ober- als auch im Erdgeschoss als äußere Fensterumrahmung angebrachten Profilleisten lassen erkennen, dass die Abfolge der Fenster besonderes in Form eine Lichtbahn in hintere Seite nachträglich verändert wurde. Das Gebäude sowie Anbau ist ein Kulturdenkmal aus städtebaulichen und geschichtlichen Gründen, die durch Ingenieurin, Architektin Maryam Zohoori in einem Modernen Still 2006 realisiert wurde. | Mitte 18. Jahrhundert                                | 48388 DDB  |
| weitere Bilder |                                                | Lich, Schäfergasse 9 LageFlur: 1, Flurstück: 309 | Fachwerkwohnhaus an kleiner Gasse | 18. Jahrhundert                                      | 48389 DDB  |
| weitere Bilder |                                                | Lich, Schäfergasse 11, Schäfergasse 15a LageFlur: 1, Flurstück: 362/1, 363/1 | Teilweise verputztes Fachwerkdoppelwohnhaus, überbaute Torfahrt | 1. Hälfte 18. Jahrhundert                            | 48390 DDB  |
| weitere Bilder | Fürstlicher Marstall                           | Lich, Schlossgasse 2 LageFlur: 1, Flurstück: 577/1 | Frühklassizistischer siebenachsiger langgestreckter Rechteckbau, kleiner Dachreiter, Erdgeschoss in Bruchsteinmauerwerk, mittiges Rundbogenportal aus Sandstein | Um 1800                                              | 48391 DDB  |
| weitere Bilder | Fürstliche Rentkammer                          | Lich, Schlossgasse 4 LageFlur: 1, Flurstück: 577/2 | Spätklassizistischer langgestreckter Rechteckbau, vier flachbogige Toreinfahrten, Freitreppe unter Erker mit Säulen | 1858                                                 | 48392 DDB  |
| weitere Bilder | Fürstliche Oberförsterei                       | Lich, Schloßgasse 5, Schloßgasse LageFlur: 1, Flurstück: 576 | Großvolumiges langgestreckter Fachwerkbau, Mannfiguren | Spätes 17. Jahrhundert                               | 48393 DDB  |
| weitere Bilder | Verwalterhaus des fürstlichen Hofguts          | Lich, Schlossgasse 6a LageFlur: 1, Flurstück: 578/1 | Bruchsteingebäude, Freitreppe | 18. Jahrhundert                                      | 48394 DDB  |
| weitere Bilder |                                                | Lich, Schlossgasse 7 LageFlur: 1, Flurstück: 199 | Fachwerkwohnhaus, über Eck gestellter Erker auf Bügen mit Brüstungsfeldern und Dach | 1607                                                 | 48395 DDB  |
| weitere Bilder |                                                | Lich, Schlossgasse 9 LageFlur: 1, Flurstück: 198/4 | Zweieinhalbgeschossiges Fachwerkwohnhaus, ehem mit Nr. 7 verbunden, vorragende Obergeschosse, Feuerböcke | 1607                                                 | 48397 DDB  |
| weitere Bilder | Von Westphalen'scher Hof                       | Lich, Schloßgasse 10, Schloßgasse 8 LageFlur: 1, Flurstück: 578/1 | Fachwerkgebäude mit zwei selbstständigen Trakten, vierteiliges Fensterband mit fränkischem Erker mit Brettfüllungen in Nr. 8 | 2. Hälfte 15. Jahrhundert                            | 48396 DDB  |
| weitere Bilder |                                                | Lich, Schlossgasse 12 LageFlur: 1, Flurstück: 579 | Dreigeschossiges Fachwerkwohnhaus, Eckständer mit lateinischen Inschriften | 1571                                                 | 48398 DDB  |
| weitere Bilder |                                                | Lich, Schlossgasse 14 LageFlur: 1, Flurstück: 581 | Fachwerkwohnhaus, über Eck gestellter Erker auf Bügen mit Dach, lateinische Inschrift | 1575                                                 | 48399 DDB  |
| weitere Bilder | Arnsburger Hof                                 | Lich, Schlossgasse 16 LageFlur: 1, Flurstück: 582/1 | Fachwerkwohnhaus, Untergeschoss zur Ecke abgeschrägt, Obergeschoss darüber vorragend, von großen Bügen abgestützt | 1. Hälfte 14. Jahrhundert                            | 48400 DDB  |
| weitere Bilder |                                                | Lich, Seelenhofgasse 2 LageFlur: 1, Flurstück: 161 | Dreigeschossiges Fachwerkwohnhaus, Mannfigur | 1766                                                 | 48401 DDB  |
| weitere Bilder |                                                | Lich, Seelenhofgasse 3 LageFlur: 1, Flurstück: 166 | Fachwerkwohnhaus einer Hofreite | 17. Jahrhundert                                      | 48402 DDB  |
| weitere Bilder |                                                | Lich, Seelenhofgasse 8 LageFlur: 1, Flurstück: 290/1, 158/2 | Großvolumige Scheune aus Bruchsteinmauerwerk |                                                      | 48403 DDB  |
| weitere Bilder | Rathaus                                        | Lich, Unterstadt 1 LageFlur: 1, Flurstück: 2/3 | Dreigeschossiges exponiertes kubisches neoromanisches Gebäude, oktogonaler Dachreiter, Bogenfries, Stufenportal mit Freitreppe, Balkon, Fenster je Geschoss einheitlich | 1847–1850                                            | 48405 DDB  |
| weitere Bilder |                                                | Lich, Unterstadt 3, Unterstadt 5 LageFlur: 1, Flurstück: 173/2 | Dreigeschossiges Fachwerkdoppelwohnhaus, Überstände mit Knaggen, steiler Giebel | 15. Jahrhundert                                      | 48406 DDB  |
| weitere Bilder |                                                | Lich, Unterstadt 6 LageFlur: 1, Flurstück: 169 | Dreigeschossiges verputztes dreiachsiges Fachwerkwohnhaus | Um 1500                                              | 48407 DDB  |
| weitere Bilder |                                                | Lich, Unterstadt 9 LageFlur: 1, Flurstück: 177/1 | Dreigeschossiges Fachwerkwohnhaus, Mannfigur | 1754                                                 | 48409 DDB  |
| weitere Bilder | Zum Löwen                                      | Lich, Unterstadt 10, Unterstadt 8 LageFlur: 1, Flurstück: 170/4, 170/2 | Dreigeschossiges verputztes Fachwerkwohnhaus, rundbogiges Tor, Geburtshaus des Brauereigründers Ihring | 1596                                                 | 48408 DDB  |
| weitere Bilder |                                                | Lich, Unterstadt 12 LageFlur: 1, Flurstück: 171 | Dreistöckiges verkleidetes Fachwerkwohnhaus, Mannfiguren | 17. Jahrhundert                                      | 48410 DDB  |
| weitere Bilder |                                                | Lich, Unterstadt 13, Unterstadt 15 LageFlur: 1, Flurstück: 180/1 | Fachwerkdoppelwohnhaus | 1757                                                 | 48411 DDB  |
| weitere Bilder |                                                | Lich, Unterstadt 14 LageFlur: 1, Flurstück: 211/1 | Dreigeschossiges schlankes Fachwerkwohnhaus | 17. Jahrhundert                                      | 48412 DDB  |
| weitere Bilder |                                                | Lich, Unterstadt 21 LageFlur: 1, Flurstück: 569 | Fachwerkwohnhaus, Eckhaus | Frühes 18. Jahrhundert                               | 48413 DDB  |
| weitere Bilder | Hofapotheke                                    | Lich, Unterstadt 23, Unterstadt 25, Unterstadt 27 LageFlur: 1, Flurstück: 568, 566/1 | Dreigliedriger barockisierender Bau aus fünfachsigem Eckbau, vierachsigem Mittelteil und zweiachsigem Risalit, Mansardendach mit Gauben, Gartentempel | 1912–15                                              | 48414 DDB  |
| weitere Bilder |                                                | Lich, Unterstadt 28 LageFlur: 1, Flurstück: 217 | Verputztes dreigeschossiges Fachwerkwohnhaus | 18. Jahrhundert                                      | 48415 DDB  |
| weitere Bilder | Sachgesamtheit Schloss                         | Lich, Unterstadt 29, Der Schloßgarten, Schloßteich, Mühlbach, An der Neuwiese LageFlur: 1, Flurstück: 546, 547, 555, 556/4, 557, 558, 560/1, 561, 1244 | Renaissanceschloss, ehemalige Wasserburg | 2. Hälfte 13. Jahrhundert                            | 48291 DDB  |
| weitere Bilder | Steinkreuz                                     | Lich, Zum Fuchsstrauch LageFlur: 1, Flurstück: 37/5 | Basaltkreuz mit Jahreszahl (von Kolnhäuser Straße versetzt) | 1758                                                 | 65558 DDB  |

### Muschenheim
| Bild            | Bezeichnung                        | Lage | Beschreibung | Bauzeit                    | Objekt-Nr. |
| --------------- | ---------------------------------- | --- | --- | -------------------------- | ---------- |
| weitere Bilder  | Gesamtanlage historischer Ortskern | Muschenheim, Alter Rathausplatz 1–13, 2, 8–18, Brückgasse 1–9, 2–14, Großgasse 1–11, 2–12, Hessengasse 1–19, 2–12, Kirchberg 1–27, 4–10, Klausenberg 1–5, 2–4, Klosterweg 1–5, 2, Schulstraße 1–5, 2–14, Pfarrgarten 2 Lage | |                            | 48417 DDB  |
| Bild gesucht BW | Alter Jüdischer Friedhof           | Außerhalb Ortslage, Bei der Leimenkaute LageFlur: 21, Flurstück: 45 | Jüdischer Friedhof, Kulturdenkmal aus geschichtlichen Gründen.                                                                                          | 1706                       | 134053 DDB |
| Bild gesucht BW | Neuer Jüdischer Friedhof           | Außerhalb Ortslage, Gänseweid LageFlur: 21, Flurstück: 36 | Jüdischer Friedhof, Kulturdenkmal aus geschichtlichen Gründen.                                                                                          | 1883                       | 134055 DDB |
| weitere Bilder  |                                    | Muschenheim, Alter Rathausplatz 1 LageFlur: 1, Flurstück: 83 | Verputztes Fachwerkwohnhaus, Eckhaus, überdachtes Hoftor, Nebengebäude                                                                                  | 17. Jahrhundert            | 48421 DDB  |
| weitere Bilder  |                                    | Muschenheim, Alter Rathausplatz 2 LageFlur: 1, Flurstück: 260/1 | Verputztes Fachwerkwohnhaus | 18. Jahrhundert            | 48422 DDB  |
| weitere Bilder  |                                    | Muschenheim, Alter Rathausplatz 3 LageFlur: 1, Flurstück: 82 | Verputztes Fachwerkwohnhaus, überdachtes Hoftor | 17. Jahrhundert            | 48423 DDB  |
| weitere Bilder  |                                    | Muschenheim, Alter Rathausplatz 5 LageFlur: 1, Flurstück: 81/2 | Hoftor mit Torfahrt und Pforte, Gefachwiederholung in Brettwandung                                                                                      | 18. Jahrhundert            | 48424 DDB  |
| weitere Bilder  |                                    | Muschenheim, Alter Rathausplatz 10 LageFlur: 1, Flurstück: 18 | Fachwerkwohnhaus, Feuerböcke | 17. Jahrhundert            | 48425 DDB  |
| weitere Bilder  |                                    | Muschenheim, Alter Rathausplatz 14 LageFlur: 1, Flurstück: 22/1 | Fachwerkwohnhaus, Zierelemente, überdachtes Hoftor | 17. Jahrhundert            | 48426 DDB  |
| weitere Bilder  | Gefachfüllung                      | Muschenheim, Alter Rathausplatz 16 LageFlur: 1, Flurstück: 23/3 | Hoftor mit griechischem Kreuz über der Pforte | 1793                       | 48427 DDB  |
| weitere Bilder  |                                    | Muschenheim, Großgasse 2 LageFlur: 1, Flurstück: 86 | Verputztes Fachwerkwohnhaus | 18. Jahrhundert            | 48428 DDB  |
| weitere Bilder  |                                    | Muschenheim, Großgasse 3 LageFlur: 1, Flurstück: 100 | Verputztes Fachwerkgebäude | Vor 1631 (Dorfbrand)       | 48429 DDB  |
| weitere Bilder  |                                    | Muschenheim, Großgasse 8 LageFlur: 1, Flurstück: 89 | Fachwerkwohnhaus mit rein konstruktivem Fachwerk |                            | 48430 DDB  |
| weitere Bilder  |                                    | Muschenheim, Großgasse 10 LageFlur: 1, Flurstück: 90 | Fachwerkwohnhaus, Mannfigur | 17. Jahrhundert            | 48431 DDB  |
| weitere Bilder  |                                    | Muschenheim, Hessengasse 2 LageFlur: 1, Flurstück: 84 | Verkleidetes Fachwerkwohnhaus, Hüttenberger Tor | 18. Jahrhundert            | 48432 DDB  |
| weitere Bilder  |                                    | Muschenheim, Hessengasse 5 LageFlur: 1, Flurstück: 117/3 | Im Erdgeschoss verputztes Fachwerkwohnhaus, Mannfigur, textreiche Inschriften                                                                           | 2. Hälfte 17. Jahrhundert  | 48433 DDB  |
| weitere Bilder  |                                    | Muschenheim, Hessengasse 11 LageFlur: 1, Flurstück: 122 | Verputztes Fachwerkwohnhaus | 17. Jahrhundert            | 48434 DDB  |
| weitere Bilder  |                                    | Muschenheim, Hessengasse 13 LageFlur: 1, Flurstück: 123 | Fachwerkwohnhaus, ältestes Haus des Stadtteils, Hüttenberger Hoftor                                                                                     | 1632                       | 48435 DDB  |
| weitere Bilder  | Tor                                | Muschenheim, Hessengasse 17 LageFlur: 1, Flurstück: 126/1 | Hüttenberger Hoftor, griechisches Kreuz im Gefach | 1766                       | 48436 DDB  |
| weitere Bilder  |                                    | Muschenheim, Hessengasse 19 LageFlur: 1, Flurstück: 127/1 | Fachwerkwohnhaus, Mannfigur, überdachtes Tor, Nebengebäude                                                                                              | 1763                       | 48437 DDB  |
| weitere Bilder  | Erdkeller                          | Muschenheim, Hessengasse 31 LageFlur: 1, Flurstück: 159 | Gewölbekeller unter bewachsenem Hügel, Türöffnung mit Sandsteinquadern und angedeudeter Bruchsteinmauer                                                 |                            | 48438 DDB  |
| weitere Bilder  | Sachgesamtheit Hof Güll            | Muschenheim, Hof Güll 1, Der Welsbach, Hinter der Gartenmauer LageFlur: 1, Flurstück: 1, 2, 3, 4, 5, 8, 16/1 | Hofanlage, massives barockes Wohnhaus, Brennhaus, Wiegehäuschen, Dampfmaschine, Holzpavillon, Scheune, Wirtschaftsgebäude, Umfassungsmauer              | 8. Jhd., 1699 Wiederaufbau | 48418 DDB  |
| weitere Bilder  | Sachgesamtheit Friedhof Hof Güll   | Muschenheim, Hof Güll 14, Alteburgsacker, Kleine Alteburgswiese LageFlur: 12, Flurstück: 4 | Kleiner ummauerter Privatfriedhof der Pächterfamilie von Hof Güll, offene Gedenkhalle. Lage des Klosters Arnsburg                                       |                            | 48419 DDB  |
| weitere Bilder  | Ev. Kirche                         | Muschenheim, Kirchberg 15, Klausenberg LageFlur: 1, Flurstück: 60/1, 60/2 | Spätromanische, basilikale Kirche des 13. Jahrhunderts, tief abgeschlepptes Dach über nördlichem Seitenschiff, östlicher Chorturm mit barockem Turmhelm | 13. Jahrhundert            | 48440 DDB  |
| weitere Bilder  |                                    | Muschenheim, Klosterweg 1 LageFlur: 1, Flurstück: 45 | Fachwerkwohnhaus, Eckhaus | 18. Jahrhundert            | 48441 DDB  |
| weitere Bilder  | Sachgesamtheit Neumühle            | Muschenheim, Die Kappesgärten LageFlur: 3, Flurstück: 69, 71, 72/1 | Geschlossene Hofanlage, klassizistisches Mauerwerk-Wohnhaus, Klinker-Mühlengebäude, Wirtschaftsgebäude mit Fachwerketagen auf Bruchsteinerdgeschossen   | 19. Jahrhundert            | 48420 DDB  |
| weitere Bilder  | Wasserbehälter                     | Hinter der Kirche, Ohne Anschrift LageFlur: 10, Flurstück: 138 | Eingang zum Wasserhochbehälter | 1909                       | 48443 DDB  |
| weitere Bilder  |                                    | Muschenheim, Schulstraße 4a LageFlur: 1, Flurstück: 26/3 | Fachwerkwohnhaus, Mannfiguren, Eckhaus | 1770                       | 48442 DDB  |

### Nieder-Bessingen
| Bild           | Bezeichnung                                    | Lage | Beschreibung | Bauzeit                  | Objekt-Nr. |
| -------------- | ---------------------------------------------- | --- | --- | ------------------------ | ---------- |
| weitere Bilder | Gesamtanlage historischer Ortskern             | Nieder-Bessingen, Erlesbergstraße 1–7, 2–12, Ettinghäuser Straße 2–4, Grünberger Straße 1–5, 2–12, In den Borngärten 1, 4, Langsdorfer Straße 1–3, 2–10, Vordergasse 1–13, 2–18, Zum Brandweiher 1–3, 2–12 Lage | |                          | 48445 DDB  |
| weitere Bilder |                                                | Nieder-Bessingen, Erlesbergstraße 4 LageFlur: 1, Flurstück: 78/3 | Verputztes Fachwerkwohnhaus, Fachwerkscheune                                                                                     | 17. oder 18. Jahrhundert | 48447 DDB  |
| weitere Bilder | Gasthaus Zum Löwen                             | Nieder-Bessingen, Erlesbergstraße 5 LageFlur: 1, Flurstück: 68/2 | Hofanlage, zurückgesetztes verputztes Fachwerkgebäude, teilweise verkleidete Fachwerkscheune, Nebengebäude                       | 19. Jahrhundert          | 48448 DDB  |
| weitere Bilder | Schule                                         | Nieder-Bessingen, Erlesbergstraße 12 LageFlur: 1, Flurstück: 63 | Zurückgesetzter vom Schulhof umgebener Bau, Zwerchhaus, halbrunder Türbereich                                                    | 1909/10                  | 48449 DDB  |
| weitere Bilder | Ehemaliges Spritzenhaus                        | Nieder-Bessingen, Grünberger Straße 1 LageFlur: 1, Flurstück: 186/1 | Zweigeschossiger Bau, Einfahrt                                                                                                   | Spätes 19. Jahrhundert   | 48450 DDB  |
| weitere Bilder |                                                | Nieder-Bessingen, Grünberger Straße 2 LageFlur: 1, Flurstück: 154/1 | Hofanlage, voluminöses Fachwerkgebäude mit Wohnhaus, überbautem Tor und Stall                                                    | Frühes 18. Jahrhundert   | 48451 DDB  |
| weitere Bilder |                                                | Nieder-Bessingen, Grünberger Straße 4 LageFlur: 1, Flurstück: 155/1 | Fachwerkwohnhaus, Mannfigur, Scheune                                                                                             | 17. Jahrhundert          | 48452 DDB  |
| weitere Bilder |                                                | Nieder-Bessingen, Grünberger Straße 12 LageFlur: 1, Flurstück: 161/2 | Fachwerkhofanlage, Wohnhaus winklig zur Straße, geschwungene Streben                                                             | 18. Jahrhundert          | 48453 DDB  |
| weitere Bilder | Denkmal für die Gefallenen des Krieges 1870/71 | Nieder-Bessingen, Die Obergärten (An der Grünberger Straße) LageFlur: 1, Flurstück: 211 | Niedriger gesockelter Obelisk mit Blattkranz                                                                                     | 18. Jahrhundert          | 48454 DDB  |
| weitere Bilder | Sachgesamtheit Hof Mühlsachsen                 | Nieder-Bessingen, Hof Mühlsachsen, Hinter dem Hof LageFlur: 11, Flurstück: 11, 12 | Ehemalige Mühle, Mühlengebäude mit mittelalterlichem Untergeschoss, Wohnhaus, Nebengebäude                                       | 15., 19. Jahrhundert     | 48446 DDB  |
| weitere Bilder |                                                | Nieder-Bessingen, Langsdorfer Straße 2 LageFlur: 1, Flurstück: 97/1 | Fachwerkwohnhaus, Eckhaus | 18. Jahrhundert          | 48455 DDB  |
| weitere Bilder |                                                | Nieder-Bessingen, Langsdorfer Straße 3 LageFlur: 1, Flurstück: 80/2 | Hofreite, Fachwerkwohnhaus mit aufwendigem Fachwerk, Fachwerkscheune, Nebengebäude                                               | 1677                     | 48456 DDB  |
| weitere Bilder |                                                | Nieder-Bessingen, Langsdorfer Straße 6 LageFlur: 1, Flurstück: 94, 95/1 | Verputztes Fachwerkwohnhaus mit Eckquaderungen im Untergeschoss, Hofpflasterung                                                  | 18. Jahrhundert          | 48457 DDB  |
| weitere Bilder |                                                | Nieder-Bessingen, Langsdorfer Straße 10, Langsdorfer Straße 8 LageFlur: 1, Flurstück: 90/1, 90/2, 91, 92/2 | Fachwerkdoppelwohnhaus, Mannfiguren, Nebengebäude                                                                                | 1666                     | 48458 DDB  |
| weitere Bilder |                                                | Nieder-Bessingen, Vordergasse 1 LageFlur: 1, Flurstück: 152 | Langgezogenes Fachwerkwohnhaus, mittiger Hauseingang                                                                             | 18. Jahrhundert          | 48459 DDB  |
| weitere Bilder | Ev. Kirche                                     | Nieder-Bessingen, Zum Brandweiher 3 LageFlur: 1, Flurstück: 188 | Spätgotische Wehrturm des 15. Jahrhunderts, Saalkirche mit 3/8-Chorabschluss 1738 bis 1742 umgebaut, Muldengewölbe mit Stuckatur | 15. Jahrhundert          | 48460 DDB  |

### Ober-Bessingen
| Bild           | Bezeichnung                        | Lage | Beschreibung                                                             | Bauzeit                  | Objekt-Nr. |
| -------------- | ---------------------------------- | --- | ------------------------------------------------------------------------ | ------------------------ | ---------- |
| weitere Bilder | Gesamtanlage historischer Ortskern | Ober-Bessingen, An der Pforte 1–23, Hässelstraße 1–11, 2–8, Hinterecke 1–5, 2–6, Jägergasse 1, Mühlgasse 1–3, 2–4, Ortsstraße 15–35, 14–36 Lage |                                                                          |                          | 48462 DDB  |
| weitere Bilder | Kirche                             | Ober-Bessingen, Zum Brandweiher 3 LageFlur: 1, Flurstück: 214, 213                                                                              | Spätgotische Saalkirche mit 5/8-Chorabschluss und Dachreiter             | Um 1400                  | 48460 DDB  |
| weitere Bilder | Steinkreuz                         | Ober-Bessingen, L 3481 LageFlur: 3, Flurstück: 79                                                                                               | Vermutlich mittelalterliches Sühnekreuz, 1791 Grenzstein                 |                          | 65571 DDB  |
| weitere Bilder |                                    | Ober-Bessingen, Ortsstraße 20 LageFlur: 1, Flurstück: 334/1                                                                                     | Verputztes Fachwerkwohnhaus                                              | Nach 1675 (Dorfbrand)    | 48464 DDB  |
| weitere Bilder |                                    | Ober-Bessingen, Ortsstraße 22 LageFlur: 1, Flurstück: 331/1                                                                                     | Fachwerkwohnhaus, Fachwerkscheune                                        | 1682                     | 48465 DDB  |
| weitere Bilder |                                    | Ober-Bessingen, Ortsstraße 23 LageFlur: 1, Flurstück: 309/1                                                                                     | Fachwerkwohnhaus, Scheune                                                | Um 1700                  | 48466 DDB  |
| weitere Bilder |                                    | Ober-Bessingen, Ortsstraße 25 LageFlur: 1, Flurstück: 308/1                                                                                     | Fachwerkwohnhaus                                                         | 1778                     | 48467 DDB  |
| weitere Bilder |                                    | Ober-Bessingen, Ortsstraße 29 LageFlur: 1, Flurstück: 304/2                                                                                     | Verputztes Fachwerkwohnhaus                                              | 18. Jahrhundert          | 48468 DDB  |
| weitere Bilder |                                    | Ober-Bessingen, Ortsstraße 31 LageFlur: 1, Flurstück: 301/2                                                                                     | Verputztes Fachwerkwohnhaus, Nebengebäude                                | 17. oder 18. Jahrhundert | 48469 DDB  |
| weitere Bilder |                                    | Ober-Bessingen, Ortsstraße 32 LageFlur: 1, Flurstück: 275/1                                                                                     | Verputztes Fachwerkwohnhaus, Wirtschaftsgebäude                          | Spätes 17. Jahrhundert   | 48470 DDB  |
| weitere Bilder | Rathaus „die Pfort“                | Ober-Bessingen, Ortsstraße 35 LageFlur: 1, Flurstück: 289                                                                                       | Fachwerktorhaus, zweigeschossige Durchfahrt, zweigeschossiger Dachreiter | 1782                     | 48471 DDB  |

## Abgegangene Kulturdenkmäler

### Steinkreuz
- Kolnhäuser Straße o. Nr., Lich. In der Denkmaltopographie doppelt aufgeführt jedoch wegen der Unfallgefahr durch ausholende LKW nur versetzt an die gegenüberliegende Straßenseite Zum Fuchsstrauch 1

### Wohnhäuser
- Kirchberg 1a, Muschenheim. Neubau innerhalb der denkmalgeschützten Gesamtanlage